# ژان-پل ابالو
ژان-پل یائووی دوسه ابالو (فرانسوی: Jean-Paul Yaovi Dosseh Abalo‎؛ زادهٔ ۲۶ ژوئن ۱۹۷۵) بازیکن فوتبال اهل توگو است.
وی همچنین در تیم ملی فوتبال توگو بازی کرده‌است.